# カール・フランツ・ヨーゼフ・フォン・プロイセン
カール・フランツ・ヨーゼフ・フォン・プロイセン（Karl Franz Joseph von Preußen, 1916年12月15日 - 1975年1月23日）は、プロイセン王国の王族。ドイツ国の軍人。プロイセン王子ヨアヒムの一人息子で、ドイツ皇帝ヴィルヘルム2世の孫の一人。

## 生涯
カール・フランツ・ヨーゼフは1916年12月15日、ヨアヒムとその妻であったアンハルト公エドゥアルトの娘マリー・アウグステ（1898年 - 1983年）の間に生まれ、直前に死去していたオーストリア＝ハンガリー皇帝フランツ・ヨーゼフ1世にちなんで洗礼名を与えられた。
ドイツ革命の後、両親が離婚。1920年、父ヨアヒムが自殺すると、父方の叔父アイテル・フリードリヒによって養育されることになったが、1921年に母マリー・アウグステが養育権を主張し、これが認められて母に養育されることになる。
カール・フランツ・ヨーゼフは1975年1月23日にアリカ（チリのタラパカ州アリカ県）で死去した。

## 結婚・子女
彼は三度結婚している。最初の妻ヘンリエッテは祖父ヴィルヘルム2世の再婚相手ヘルミーネ・ロイス・ツー・グライツの連れ子である。二番目の妻との間に子どもはいない。
- ヘンリエッテ・フォン・シェーナイヒ＝カロラート（Henriette von Schönaich-Carolath, 1918年 - 1972年）　1940年に結婚、1946年9月に離婚した。
  - フランツ・ヴィルヘルム（1943年 - ）　ロシア女帝を僭称しているとされるロシア大公女マリヤと1976年結婚、1986年離婚。
  - フリードリヒ・クリスティアン（1943年）　フランツ・ヴィルヘルムの双子の弟。夭折
  - フランツ・フリードリヒ（1944年 - ）
- ルイーゼ・ドーラ・ハルトマン（Luise Dora Hartmann, 1909年 - 1961年）　1946年11月に結婚、1959年離婚。
- ドナ・エバ・マリア・エレーラ・イ・バルデアベリャノ（Dona Eva Maria Herrera y Valdeavellano, 1922年 - 1987年）　1959年7月に結婚。
  - アレクサンドラ（Alexandra Maria Augusta Juana Consuelo Prinzessin von Preussen, 1960年 - ）
  - デジレ（Désirée Anastasia Maria Benedicta Prinzessin von Preussen, 1961年 - ）